# Николин, Зорица
Зорица Николин (род. 8 апреля 1961) — сербская шахматистка, международный мастер (1982) среди женщин.
Чемпионка Югославии (1985 и 1987). В составе сборной Югославии участница трёх Олимпиад (1982, 1986, 1990 — представляла 2-ю сборную).

## Изменения рейтинга
| Графики недоступны из-за технических проблем. См. информацию на Фабрикаторе и на mediawiki.org. |